# Cantó d'Évry-Courcouronnes
El cantó d'Évry-Courcouronnes és un cantó francès del departament d'Essonne, situat al districte d'Évry. Creat amb la reorganització cantonal del 2015.

## Municipi
- Évry-Courcouronnes (a partir del 2019) = Courcouronnes + Évry